# Авангард (Приморський край)
Авангард — село Партизанського міського округу, Приморський край, Росія. Населення близько 2,5 тис. осіб. 

## Географія
Село розташоване в пониззі р. Білої (притока р. Мельники). 

## Історія
До жовтня 2004 р. поселення Авангард мало статус селища міського типу, потім отримало статус села.
Робітниче селище Авангард засноване в 1949 р. для видобутку кам'яного вугілля. У 2005 р. видобуток кам'яного вугілля повністю припинено.